# Ploubazlanec
Ploubazlanec è un comune francese di 3 430 abitanti situato nel dipartimento delle Côtes-d'Armor nella regione della Bretagna.
Il comune si trova sull'estuario del fiume Trieux.

## Società

### Evoluzione demografica
Abitanti censiti